# The Legend of Zelda: Four Swords Adventures
The Legend of Zelda: Four Swords Adventures, conocido en Japón como  Zelda no Densetsu: Yottsu no Tsurugi+ (ゼルダの伝説 4つの剣+ Zeruda no Densetsu: Yottsu no Tsurugi?, lit. La Leyenda de Zelda: 4 Espadas+) es un videojuego para la consola GameCube de Nintendo. El juego salió a la venta el 18 de marzo de 2004 en Japón, y el 7 de junio del mismo año en Estados Unidos, mientras que en Europa empezó a venderse a partir del 7 de enero de 2005. El juego permite utilizar la consola portátil Game Boy Advance como control de juego.
El juego dispone de dos modos de juego en las versiones americana y europea, y de un tercer modo en la versión japonesa. Es apto para jugarse por uno a cuatro jugadores. Se caracteriza por el uso de cuatro Links simultáneamente en todo momento, controlados por los jugadores disponibles. En el modo de campaña principal, los cuatro personajes deben ser usados para resolver acertijos y derrotar enemigos, de manera que siempre debe existir un juego cooperativo.

## Historia
La historia comienza cuando la región de Hyrule se encuentra en estado de miedo debido a los sucesos extraños que han ocurrido en los últimos días. En una noche de tormenta, la Princesa Zelda y las doncellas del santuario temen que dichos sucesos indiquen que el precinto de Vaati se está debilitando. Zelda convoca a Link y lo lleva al castillo para que la proteja junto a las doncellas mientras abren el portal del Santuario de la espada cuádruple. Cuando lo hacen, sin embargo, una figura oscura surge del portal. Esta figura es Link Oscuro, quien inmediatamente rapta a las doncellas y las encierra en cristales. Link lo sigue y recupera la espada cuádruple, que divide a su portador en cuatro clones, para destruir esta versión malvada de sí mismo. Cuando lo hace, Vaati es liberado y causa estragos otra vez sobre el pacífico reino.
Según el juego va avanzando, Link se entera de que la creación de su homólogo malvado y la liberación de Vaati son solamente una pequeña parte de un tendencioso complot para tomar el control de Hyrule. Las cosas se complican cuando aparece la dimensión del Mundo Oscuro y las personas empiezan a ser raptadas por todo Hyrule. Link se entera de que no solo los caballeros de Hyrule han desaparecido misteriosamente, sino que las versiones malvadas de ellos han estado creando estragos. El castillo ha sido tomado por monstruos que aparecen por todos lados.
Posteriormente en el juego se revela que el verdadero causante de todos los problemas es Ganon, quien ha robado un poderoso tridente y lo ha usado para tomar el control de partes de Hyrule. Ganon además robó el espejo oscuro, y lo usó para crear a Link Oscuro y enviarlo a raptar a las doncellas y engañar a Link para que liberase a Vaati. Para obtener tanto poder como fuese posible y armar su ejército, Ganon quiere tomar el control del poder de las doncellas del templo, así como secuestrar a los habitantes de Hyrule y enviarlos al Mundo Oscuro, donde pasarán a formar parte de su ejército. Sin saberlo, Vaati colaboró con sus planes al crear monstruos que aumentasen su ejército. También se revela que los caballeros de Hyrule fueron asesinados por Ganon y sus almas atrapadas en el Mundo Oscuro, donde se convirtieron en criaturas de la oscuridad. Link finalmente salva a las doncellas del templo, recupera el espejo oscuro, destruye a Link Oscuro y a Vaati, y se enfrenta a Ganon en combate, derrotándolo y sellándolo firmemente en la espada cuádruple. La paz regresa a Hyrule y la gente celebra ya que todos los restos de mal que plagaron su tierra desaparecieron.

## Modo de juego
El modo de juego principal de Four Swords Adventures tiene como nombre "Hyrulean Adventure", y consiste en una adaptación multijugador cooperativa de la jugabilidad convencional de los juegos de la serie The Legend of Zelda. "Shadow Battle" es un modo de batalla multijugador, en el que los jugadores compiten entre ellos. "Navi Trackers" es un modo presente solamente en la versión japonesa del juego.

### Hyrulean Adventure
Hyrulean Adventure es la campaña principal de Four Swords Adventures, y puede ser jugada por uno a cuatro jugadores. Consiste en 8 mundos, cada uno con tres niveles y un jefe. Las gráficas son similares a las de la versión de Game Boy Advance -que venía incluida con el título A Link to the Past-, pero los mapas son estáticos en vez de ser generados aleatoriamente, y el juego incluye efectos especiales tomados de The Wind Waker. Los gráficos también incluyen efectos atmosféricos tales como sombras de nube que se mueven lentamente, tormentas de arena, niebla y efectos de calor. La música se basa en la de A Link to the Past, pero fue rediseñada en algunas partes.
Varias de las mecánicas de juego del modo de campaña son similares a las de la versión de Four Swords de Game Boy Advance (GBA). La versión multijugador requiere que cada jugador disponga de un GBA para usarlo como control, además de ser el sitio a donde se transmite la acción cuando el personaje del jugador sale de la pantalla principal. El modo de un jugador, por su parte, puede ser utilizado con un control de GameCube o con un GBA. Siempre hay cuatro Links (diferenciados por el color de su traje: verde, rojo, azul y morado) en juego, sin importar el número de personas jugando: los Links adicionales son controlados por uno de los jugadores disponibles, y se mueven junto al Link controlado: normalmente, los Link adicionales siguen al jugador, pero pueden ser separados y controlados independientemente, o ubicados en formaciones estratégicas para derrotar enemigos y resolver acertijos. Los jugadores deben trabajar juntos para obtener "gemas de fuerza" para fortalecer la espada cuádruple; de no hacerlo, serán transportados al inicio del nivel cuando derroten al jefe final o alcancen la salida del nivel para que consigan las gemas faltantes, y serán re-transportados a la salida del nivel cuando las obtengan.
Los jugadores pueden participar en minijuegos en la "Torre de Tingle" (en el modo multijugador solamente) encontrada en cada nivel, para ganar vidas adicionales. Hay 8 de estos minijuegos disponibles.

### Shadow Battle
En Shadow Battle, dos o más jugadores combaten entre ellos hasta que sólo uno permanezca en pie. Al igual que en el modo Hyrulean Adventure, cada jugador controla a un Link de distinto color, y utiliza diversas herramientas para atacar a sus oponentes. Inicialmente hay cinco niveles que los jugadores pueden usar como arena de combate, pero es posible activar cinco mapas más completando la campaña principal del juego: los 5 mapas -llamados "mapas oscuros"- son muy parecidos a los iniciales, pero aparecen portales al mundo oscuro, y los jugadores tienen visión limitada.
En todos los niveles aparecen objetos al azar, que son usualmente similares a los utilizados en la campaña. Hay además un límite de tiempo: cuando llega a cero, Vaati aparece y la partida finaliza con un empate.

### Navi Trackers
Navi Trackers es un juego que solamente se encuentra presente en la versión japonesa de Four Swords Adventures. En él, los jugadores utilizan una combinación entre la pantalla del televisor y los Game Boy Advance para buscar a los miembros de la banda de la pirata "Tetra" y obtener estampas en un tiempo límite dado. La acción del juego tiene lugar en el Game Boy Advance de cada jugador, mientras que el televisor muestra un mapa básico del juego y a Tetra narrando la acción.
También es posible jugar Navi Trackers en modo de un jugador, que permite al jugador tanto recolectar solo o competir contra "Tingle", un personaje recurrente de la serie de Zelda.

## Desarrollo
En el E3 de 2003, Nintendo mostró dos títulos de la serie de Zelda que harían uso de la conectividad entre el GameCube y el Game Boy Advance: Four Swords y Tetra's Trackers. En diciembre del mismo año, fue anunciado que ambos juegos vendrían juntos en un mismo disco, Four Swords +, junto con un tercero, Shadow Battle. Four Swords Adventures fue lanzado en Japón conteniendo Hyrule Adventure, Shadow Battle, y Navi's Trackers como tres juegos individuales empacados. Posteriormente, el 7 de junio de 2004, fue anunciado que Hyrule Adventures y Navi's Trackers serían vendidos como dos títulos separados en Estados Unidos, mientras que el lanzamiento de Shadow Battle era aún desconocido. Esta decisión fue posteriormente cambiada, de modo que Hyrule Adventure y Shadow Battle se venderían juntos en un solo disco, mientras que Navi's Trackers no sería lanzado.

## Recepción
En 2006, Nintendo Power clasificó el juego en la posición 48 en la lista de los mejores juegos de Nintendo. Four Swords recibió un puntaje de 86 sobre 100 en Metacritic, y un puntaje de 85% en Game Rankings.
GameSpot criticó positivamente el juego, elogiando características como el video y el audio. La conectividad con el Game Boy Advance fue también aplaudida, afirmando que es una razón convincente para comprar el cable GameCube-GBA, y que "usar el Game Boy Advance como control tiene un impacto apreciable en la experiencia". También se resaltó la historia, diciendo que "una de las diferencias entre el Four Swords original y la versión Adventures es una narrativa más persistente."
El juego también recibió algunas críticas negativas. Game Revolution dijo sobre el video:

"Graphically, Four Swords Adventures is an odd mix of cheap 2D SNES sprites and nice Gamecube particle effects. It looks a lot like the GBA game, but now wears fancier pants and shows off upgraded visual flourishes (...) Still, much of the technology has clearly been ported over from the GBA, creating an inconsistent feel."
«Gráficamente, Four Swords Adventures es una extraña mezcla de sprites bidimensionales baratos de SNES y bonitos efectos de partículas de GameCube. Se parece mucho al juego de GBA, pero ahora usa pantalones más adornados, y muestra adornos visuales actualizados (...) Aun así, mucha de la tecnología ha sido claramente importada desde el GBA, creando una sensación inconsistente.»
Game Revolution

También criticaron el requerimiento del cable link, diciendo que el uso requerido del GBA para juegos multijugador limitaba el potencial de juego.
Four Swords Adventures fue el tercer juego más vendido en Norteamérica en junio de 2004, con 155.000 unidades vendidas, y desde entonces ha vendido más de 250.000 copias, pasando a formar parte de la línea Player's Choice. En Japón, el juego vendió 127.000 unidades.
Akira Himekawa autorizó un manga sobre el juego. En él, cada uno de los cuatro Links tiene una personalidad distinta: el Link de traje verde (apodado "Green") actúa de forma similar a su estado normal, valiente y agresivo, mientras que el de traje rojo ("Red") es retratado como un optimista inmaduro. El Link en azul ("Blue") es confiado e irascible, y el que usa traje violeta ("Vio") es distante y reservado. Los sobrenombres de los Links fueron escogidos por ellos dependiendo del traje que cada uno usa, para evitar confusiones.